# 克劳迪奥·拉涅利
克勞迪奧·拉涅利（義大利語：Claudio Ranieri，1951年10月20日—），意大利人，足球教練及前运动员。他率领莱斯特城足球俱乐部获得2015年至2016年英格蘭足球超級聯賽冠军，是为“莱斯特城奇迹”；他也獲得首屆國際足協最佳男子教練獎。现时於意甲球队羅馬擔任顧問。

## 生平

### 球員
克劳迪奥·拉涅利的球員時代曾效力意甲中上游球會羅馬。其後他都只是效力一些實力較次的球會，包括卡塔尼亞和巴勒莫。而他在球員生涯的功績，也不過是為球會升級，而意甲冠軍則未曾贏過。

### 教練
克劳迪奥·拉涅利退役後，曾執教過卡利亞里、拿坡里、費倫天拿，西班牙的華倫西亞和馬德里體育會，以至英格蘭的車路士。但整體計除了贏得過一些盃賽獎盃外，基本上功績平平在馬德里體育會時還因為球會降級而離隊收場。到2003年俄羅斯富豪阿巴莫域治入主後，進行一系列人事變動。在注入大量資金之後的第一個賽季(2003-04)，球隊的戰績雖然更進一步成為英超亞軍，但由於阿巴莫域治放眼於本土及歐洲冠軍，雲尼亞里乃成為開刀對象。不久他重返華倫西亞，但卻反而害壞了這支應屆冠軍直抵降級邊緣，終而不足一年再離職收場。更特別的是雲尼亞里一手買入，提拔的車路士球員，例如達米恩·達夫、阿揚·羅本、 佩特·切赫、弗蘭克·蘭帕德、喬·科爾、威廉·加拉斯及克洛德·馬克萊萊均為車路士2005年的英超冠軍主力。相反，他在華倫西亞引入的迪華奧卻無法打出意甲的入球率，未能延續其精明收購，其與西甲與英超職權不同有關。
在經過一系列失敗後，他重返意大利賽場。2007年他執教帕爾馬半年，半季後再接掌祖雲達斯。
2007年夏天上任以來，應該說雲尼亞里這兩年的工作還是基本合格，祖雲達斯在重返意甲的頭一年就獲得歐冠席位，2008-09賽季前半段在歐冠和聯賽中的表現尚可。但是隨着時間的推移，球隊的各種矛盾開始激化，戰績一路下滑。2009年5月18日，祖雲達斯官方宣布解僱主教練雲尼亞里，青年隊教練費拉拉接掌帥印。這也創造了斑馬軍團歷史上的新紀錄，40年來首次解僱主教練，上一次還要追溯到1969年解僱路易斯-卡尼吉利亞。但是2009-10年度祖雲達斯戰績更嚴重下滑，卻證明祖雲達斯球員的不滯以及相對於費拉拉與沙哲朗尼，雲尼亞里已不過不失。
2009年9月1日，羅馬與雲尼亞里正式達成協議，雲尼亞里接替辭職的史巴列堤，就任羅馬新主帥。中途上任的雲尼亞里成功地讓羅馬復蘇，在聯賽積分最多落後榜首國際米蘭15分的情況下奮起直追，竟然在聯賽最後幾輪成功反超國際米蘭1分，只是在對陣桑普多利亞的比賽中惜敗，以2分屈居第二。此賽季雲尼亞里還率領羅馬殺進意大利盃決賽，最後0比1負於該賽季贏得「三冠王」的國際米蘭，取得亞軍。2011年2月，雲尼亞里辭職。
2011年9月22日，國際米蘭宣布聘任雲尼亞里為球隊主帥。雲尼亞里上任後，大膽起用年輕球員，帶領深陷降級區的國際米蘭獲得聯賽七連勝，重返聯賽積分榜前列（第四名），同時球隊在歐洲聯賽冠軍盃中也以小組頭名出線。但從2012年1月底開始，國際米蘭的成績卻一路下滑，連續數輪遭遇不勝，冠軍聯賽也被法國球隊馬賽在傷停補時階段絕殺而淘汰。2012年3月25日，國際米蘭在意大利德比中客場0比2不敵祖雲達斯，遭遇球隊賽季的第12場聯賽失利。3月26日，國際米蘭宣布雲尼亞里被解職，斯特拉馬喬尼成為球隊的新任主教練。
2015年7月13日，雲尼亞里接手任教英超球會莱斯特城，簽約三年。
2015年12月11日，雲尼亞里獲頒11月英超月度最佳獎項，是他第3次獲頒這個獎項，此前他曾於2003年9月以及2004年3月執教車路士時。此外雲尼亞里更帶領李斯特城歷史性地首次登上英超榜首。
2016年5月2日，随着英超第36轮热刺客场2-2賽和切尔西，李斯特城提前兩轮封王夺得2015/16球季英超联赛冠军，這也是雲尼亞里首次帶領球隊取得頂級聯賽冠軍。
2016/17年度球季，李斯特城在聯賽表現不濟，踏入2017年更出現聯賽五連敗及連續六場聯賽零入球的紀錄，2017年2月24日，李斯特城發出聲明正式解僱雲尼亞里。
2017年6月，法甲南特俱乐部官方宣布，正式与拉涅利签约，拉涅利成为南特队主教练，合约期为两年。
2018年11月14日，雲尼亞里接手任教富勒姆。
2022年12月23日，卡利亞里任命雲尼亞里為新任主教練，他是自1991年後再次重返卡利亞里，期間帶領球隊連續兩年從意乙晉級到意甲。在雲尼亞里剛接手時，卡利亞里在聯賽只排第十四位，只用半季的帶領下升上第五，最終在升班附加賽擊敗巴里，靠著萊昂納多·柏禾列迪在補時階段入球取得勝利，成功重返意甲聯賽，這是雲尼亞里第二次帶領「紅藍軍團」升入意甲聯賽。2023-24赛季，拉涅利率领卡利亚里提前一轮保级成功，拉涅利也在2024年5月23日宣布结束俱乐部教练生涯，仅愿意执教国家队。
2024年11月13日，雲尼亞里第二次成为罗马俱乐部主教练。

### 教練生涯数据统计
最近更新：2024年5月25日

| 国籍                | 球队                | 從                  | 至                  | 统计  | 统计 | 统计 | 统计 | 统计   |
| 国籍                | 球队                | 從                  | 至                  | 场次  | 胜   | 和   | 負   | 得勝率 |
| ------------------- | ------------------- | ------------------- | ------------------- | ----- | ---- | ---- | ---- | ------ |
| 義大利              | 卡利亞里            | 1988年              | 1991年              | 72    | 23   | 30   | 19   | 31.94  |
| 義大利              | 拿坡里              | 1991年              | 1993年              | 68    | 25   | 24   | 19   | 36.76  |
| 義大利              | 費倫天拿            | 1993年              | 1997年              | 140   | 56   | 50   | 34   | 40     |
| 西班牙              | 華倫西亞            | 1997年9月           | 1999年6月           | 76    | 35   | 15   | 26   | 46.05  |
| 西班牙              | 馬德里競技          | 1999年7月           | 2000年3月           | 38    | 9    | 11   | 18   | 23.68  |
| 英格兰              | 車路士              | 2000年9月           | 2004年5月           | 199   | 107  | 46   | 46   | 53.77  |
| 西班牙              | 華倫西亞            | 2004年6月           | 2005年2月           | 36    | 15   | 9    | 12   | 41.67  |
| 義大利              | 帕爾馬              | 2007年2月           | 2007年5月           | 16    | 7    | 3    | 6    | 43.75  |
| 義大利              | 祖雲達斯            | 2007年6月           | 2009年5月           | 94    | 46   | 30   | 18   | 48.94  |
| 義大利              | 羅馬                | 2009年9月           | 2011年2月           | 90    | 50   | 17   | 23   | 55.56  |
| 義大利              | 國際米蘭            | 2011年9月           | 2012年3月           | 35    | 17   | 5    | 13   | 48.57  |
| 摩纳哥              | 摩納哥              | 2012年5月           | 2014年5月           | 52    | 32   | 12   | 8    | 61.54  |
| 希腊                | 希臘                | 2014年7月           | 2014年11月          | 4     | 0    | 1    | 3    | 0      |
| 英格兰              | 李斯特城            | 2015年7月           | 2017年2月           | 81    | 36   | 23   | 22   | 44.44  |
| 法國                | 南特                | 2017年6月           | 2018年5月           | 41    | 15   | 10   | 16   | 36.59  |
| 英格兰              | 富勒姆              | 2018年11月          | 2019年2月           | 17    | 3    | 3    | 11   | 17.65  |
| 義大利              | 羅馬                | 2019年3月           | 2019年5月           | 12    | 6    | 4    | 2    | 50     |
| 義大利              | 桑普多利亚          | 2019年10月12日      | 2021年6月30日       | 72    | 27   | 13   | 32   | 37.50  |
| 英格兰              | 屈福特              | 2021年10月4日       | 2022年1月24日       | 14    | 2    | 1    | 11   | 14.29  |
| 義大利              | 卡利亞里            | 2023年1月1日        | 2024年5月23日       | 65    | 22   | 22   | 21   | 33.85  |
| 总计(截至2024年5月) | 总计(截至2024年5月) | 总计(截至2024年5月) | 总计(截至2024年5月) | 1,403 | 643  | 379  | 381  | 45.83  |

## 執教球隊榮譽
卡利亚里
- 意大利足球丙一級联赛冠軍 ：1988/1989
- 意大利丙級聯賽盃冠軍 ：1988/1989

 佛罗伦萨
- 意大利足球乙级联赛冠軍 ：1993/1994
- 意大利杯冠軍  ：1995/1996
- 意大利超级杯冠軍 ：1996

 瓦伦西亚
- 西班牙國王盃冠軍 ：1998/1999
- 欧洲足联国际托托杯冠軍 ：1998
- 歐洲超級盃冠軍 ：2004

 摩纳哥
- 法国足球乙级联赛冠軍  ：2012/2013

 莱斯特城
- 英格兰足球超级联赛冠軍 ：2015/2016

## 個人榮譽
- 2016年國際足協最佳男子教練獎
- 2015-16年英格兰足球超级联赛赛季最佳主教练

## 外部連結
- 足球資料庫：克劳迪奥·拉涅利的領隊統計數據